# زباد النخيل الإفريقي
زباد النخيل الأفريقي (الاسم العلمي: Nandinia binotata) حيوان ثديي صغير، قصير الساقين، صغير الأذنين، هيئته تشبه القط مع ذيل طويل بطول جسمه. موطنه الأصلي غابات شرق أفريقيا حيث يقطن عادة الأشجار، وهو نهم غذائه يشمل القوارض، الحشرات، البيض، الجيف، الفواكه، الطيور وخفافيش الفاكهة. وهو حيوان انفرادي وليلي عموماً.

## اقرأ كذلك
- زباد النخيل الآسيوي
- زباد النخيل الذهبي
- زباد ملايو